# Memorandumul Academiei Sârbe de Științe și Arte
Memorandumul Academiei Sârbe de Științe și Arte (adesea menționat de sârbi ca SANU Memorandum) a fost un document redactat de o comisie a Academiei Sârbe din 1985 până în 1986. În 1986, anumite părți din document au fost publicate de Večernje novosti. Memorandumul a devenit foarte cunoscut în Iugoslavia deoarece punctele de vedere despre națiune erau controversate, și s-a cerut reorganizare fundamentală a statului. Tema principală a fost că descentralizarea a dus la dezintegrarea Iugoslaviei și că sârbii au fost discriminați de către structura constituțională iugoslavă. Alături de celelalte republici iugoslave, inclusiv Serbia, aceasta a fost considerată a fi o manifestare a naționalismului sârb și a Serbiei Mare. Se presupune că a fost un moment cheie în dezintegrarea Iugoslaviei, și a contribuit la războaiele iugoslave.

## Membrii comisiei
Comisia era alcătuită din 16 intelectuali sârbi:
- Pavle Ivić
- Antonije Isaković
- Dušan Kanazir
- Mihailo Marković
- Miloš Macura
- Dejan Medaković
- Miroslav Pantić
- Nikola Pantić
- Ljubiša Rakić
- Radovan Samardžić
- Miomir Vukobratović
- Vasilije Krestić
- Ivan Maksimović
- Kosta Mihailović
- Stojan Ćelić
- Nikola Čobeljić

## Prezentare generală
Memorandumul este împărțit în două părți: una despre „Crizele în Economia și Societatea Iugoslavă” iar cealaltă despre „Statutul Serbiei și Națiunea Sârbilor”. În prima parte se relatează despre fragmentarea economică și politică a Iugoslaviei după aprobarea constituției din 1974. A doua parte, relatează despre cea ce considerau autorii că Serbia are un statut inferior în Iugoslavia, folosindu-se de statul sârbilor din Kosovo și Croația pentru a justifica afirmația.

## Conținutul memorandumului
- Albanezii comit genocid împotriva sârbilor din Kosovo (paginile 41 și 56 ale memorandumului)
- Republica Socialistă Slovenia și Republica Socialistă Croația preiau controlul economiei sârbe. Republica Socialistă Federativă Iugoslavia se desprinde de industria Republicii Socialiste Serbia (pagina 42)
- Este nevoie de schimbări constituționale în Iugoslavia datorită modului nedrept de tratare al Serbiei (pagina 46)
- Există o mare discriminare a sârbilor care se aseamănă cu genocidul (pagina 50)
- Serbia a pierdut 2500000 de victime pentru Iugoslavia (în Primul și al Doilea Război Mondial) iar acuma este o victimă a acestui stat (pagina 52)
- Între 1690 și 1912, 500.000 de sârbi au fugit din Kosovo din cauza genocidurilor comise de albanezi (pagina 56)
- Există o discriminare mare a sârbilor din Kosovo și Croația (pagina 58)
- Sârbii din Croația sunt în pericol mai mult ca niciodată (pagina 62)
- Scriitorii de naționalitate sârbă din Bosnia sunt sârbi și nu scriitori bosniaci (pagina 65)
- Problema sârbilor nu va fi rezolvată înainte de înființarea unei unități națiunile și culturale depline a poporul sârb fără să fie important unde aceștia locuiesc (paginile 70 - 73)
- În ultimii 50 de ani sârbii au fost de două ori victime ale distrugerii, asimilării, schimbării religiei, genocidului cultural, îndoctrinare ideologică și afirmând că ei nu au nicio importanță (paginile 70 - 73)
- Dacă Iugoslavia se va prăbuși, Serbia trebuie să-și urmărească interesul național (pagina 73)

## Reacții
Ivan Stanbolić, care la acea vreme era Președintele Serbiei, a numit memorandumul un act „în memoriam pentru Iugoslavia”. Slobodan Milošević l-a numit „o manifestare a naționalismului furibund, o otravă injectată de dușmanii dinăuntru și din afară, spre a distruge Iugoslavia”. Deși Milošević nu a făcut publică această afirmație, Dobrica Ćosić și alți intelectuali naționaliști au perceput tăcerea lui ca o dovadă a susținerii ideilor elaborate în document.